# La Brea Tar Pits

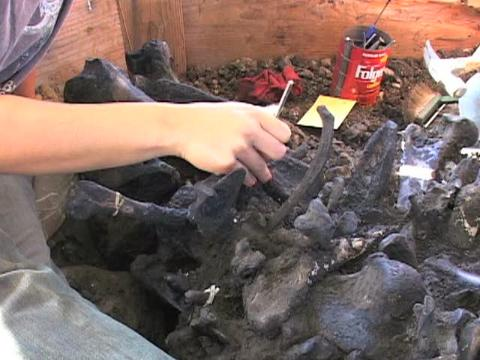
Odkrývání nálezů v La Brea

La Brea Tar Pits či Rancho La Brea jsou asfaltová jezírka v Los Angeles v Kalifornii. Jsou součástí Hancock Park v Miracle Mile v Los Angeles. Nachází se zde významná naleziště fosilních pozůstatků mnoha pleistocenních druhů zvířat i rostlin. Byly zde například objeveny kosti mamutů, mastodontů, obřích lenochodů, šavlozubých tygrů, pravlků, bizonů, amerických velbloudů a gepardů, medvědů krátkočelých, vlků, rysů, kojotů a mnoha dalších. Ojedinělý je i nález ženy starý zhruba 10 000 let. Zajímavé je, že kosti predátorů zde převyšují počet kostí býložravců v poměru asi 10:1, což ukazuje, že jezírka byla smrtelnou pastí, která lákala lovce a mrchožrouty ve velkých počtech.